# Džamija v Ljubljani
Džamija v Ljubljani je objekt Islamske skupnosti v Republiki Sloveniji za potrebe verskega obredja in druženja muslimanov v Sloveniji.

## Zgodovina
Prva pobuda za izgradnjo džamije je bila podana leta 1969. Večjo medijsko pozornost je projekt doživel šele leta 2001, ko je bil imenovan prvi mufti v Sloveniji, Osman Đogić, ki se je močno zavzel za gradnjo islamskega verskega centra. Leta 2003 je Agencija za okolje Republike Slovenije izdala pozitivno odločbo za gradnjo džamije na predlaganem področju, kljub temu, da je to poplavno območje. Temu je sledila politična akcija proti gradnji džamije, ki je privedla do zahteve po referendumu v decembru 2003. Nasprotniki džamije so najprej leta 2003 zbrali dovolj glasov za razpis referenduma, ki ga je ustavno sodišče julija 2004 zavrnilo. Decembra 2008 je mestni svetnik Mihael Jarc začel zbirati podpise za drugi referendum, tokrat za izbris predlaganega 40-metrskega minareta mošeje, kljub nasprotovanju župana Zorana Jankovića. Tokrat je ustavno sodišče odobrilo postopek zbiranja podpisov; župan pa je obljubil, da se bo proti temu še naprej boril.
Islamska skupnost je od Mestne občine Ljubljana leta 2008 na javni dražbi kupila zemljišče za izgradnjo. Leta 2011 je bila na mednarodnem arhitekturnem natečaju izbrana zasnova biroja Bevk Perović arhitekti. Temeljni kamen za gradnjo je bil vzidan 14. septembra 2013. Sofinanciranje je obljubil katarski emir. Prva javna molitev je bila opravljena 7. februarja 2020. Muslimanski kulturni center je bil zgrajen na površini okoli 13.000 kvadratnih metrov. 

## Arhitektura
Kompleks sestavljajo džamija s povezanim objektom umivalnice oziroma abdesthane, ki predstavlja centralno točko projekta. Osrednji trg obkrožajo še spremljajoči objekti izobraževalnega, upravnega in stanovanjskega programa. Pod objekti je kletni del s parkirnimi mesti, servisi in telovadnico.
Džamija predstavlja veliko kocko, v spodnjem delu izdelano iz belega betona, v zgornjem delu pa obdana s polprosojno opno iz kombinacije jekla in stekla, za večjo propustnost svetlobe. Kupola je izdelana kot lahka prostorska konstrukcija v notranjosti džamije, pokrita je z modrim tekstilom obešenim s stropa. Minaret je samostojen objekt. Iz kaskadnega vrta oziroma dvorišča se spusti na nivo garaže, kjer je tudi restavracija.
Džamija vsebuje molilnico, tri učilnice za verouk, knjižnico, mrtvašnico, skupne prostore za mlade, čajnico in družabne prostore, pa tudi prostore za osebje centra. Kupola džamije je visoka največ 18 metrov, minaret 40 metrov, molilnica okoli 11 metrov, ostali objekti osem metrov..
Notranji prostor džamije je en sam velik prostor, ki se dviguje proti nebu. Molitvena preproga je siva z minimalističnim vzorcem, minbar (prižnica), ki se uporablja ob petkih in v času bajramskih molitev, je lesen, prav tako kursi, nekakšna manjša različica minbarja, ki se uporablja druge dni. Mihrab, niša, ki simbolizira obrnjenost proti Meki, je iz brušene kovine, steno pa krasijo zlati napisi iz Korana. 
Poseben izziv je bila akustika. Detajlna akustična študija prostorov je določila primerne zvočnike in njihovo postavitev, ter na ta način rešila problem reverberacij in omogočila optimalno razumljivost govora.
Tu je še mala molilnica, itikaf, ki stoji ob vhodu v džamijo in je namenjena tistemu, ki bo zadnjih deset dni meseca ramazana v imenu skupnosti želel preživeti v osami in molitvi.
Pred islamskim kulturnim centrom na željo islamske skupnosti raste hrast, od leta 2017 tudi ambrovec, drevo verskega sožitja in miru, ki so ga posadili mufti Nedžad Grabus, ljubljanski nadškof in metropolit Stanislav Zore, evangeličanski škof Geza Filo in paroh Srbske pravoslavne cerkve Rade Despotović.